# Auld Lang Syne
Auld Lang Syne is een gedicht/lied van de Schotse dichter Robert Burns. De titel is Schots en kan vertaald worden met ‘lang geleden’ of ‘vervlogen tijden’.

## Geschiedenis
Burns schreef naar eigen zeggen de tekst op uit de mond van een Schotse man en bewerkte die op de manier van oude Schotse balladen. Mogelijk baseerde hij zich mede op een eerdere versie van Robert Ayton. Hij leverde er ook een melodie bij, al is dat niet de melodie die nu gebruikt wordt. Deze melodie is wereldwijd bekend, ook in niet-Engelstalige landen, en is over het algemeen bekender dan de tekst.
Traditioneel wordt het lied gezongen bij de overgang van het oude naar het nieuwe jaar, in Schotland Hogmanay. De zangers staan daarbij in een kring; tijdens het eerste couplet houden zij elkaars hand vast, bij het tweede worden de armen in elkaar gehaakt en bij het derde beweegt de kring zich achtereenvolgens naar binnen en naar buiten. Met de emigratie van Schotten naar andere Engelstalige landen werd het lied, en daarmee ook de traditie, meegenomen.
Ook wordt het lied traditioneel gezongen als afsluiting van een Burns supper, een typisch Schots diner, waarbij haggis wordt geserveerd.
Het lied is melancholiek van aard en wordt, ook bij andere gelegenheden dan Nieuwjaar, wel gebruikt als afscheidslied. De tekst verwijst naar de herinneringen aan oude tijden, waaraan men gezamenlijk terugdenkt onder het genot van een goed glas.
Ook in niet-Engelstalige landen als Japan, Taiwan, Korea en de Filipijnen wordt het lied gebruikt, onder andere bij gelegenheden als diplomeringsceremonieën en begrafenissen. In het Nederlands is het bekend geworden als Ik zeg u geen vaarwel mijn vriend. In Nederland is het ook bekend als melodie van het refrein van voetballied Wij houden van Oranje.
In scoutinggroepen en jeugdbewegingen is een Nederlandse versie gebruikelijk als afscheidslied.

## Oorspronkelijke tekst en Engelse vertaling
| originele tekst van Burns | Engelse vertaling |
| --- | --- |
| Should auld acquaintance be forgot, and never brought to mind? Should auld acquaintance be forgot, and days of auld lang syne? refrein: For auld lang syne, my jo, for auld lang syne, we’ll tak a cup o’ kindness yet, for auld lang syne. And surely ye’ll be your pint-stowp! and surely I’ll be mine! And we’ll tak a cup o’ kindness yet, for auld lang syne. refrein We twa hae run about the braes, and pu’d the gowans fine; But we’ve wander’d mony a weary fit, sin auld lang syne. refrein We twa hae paidl’d i' the burn, frae morning sun till dine; But seas between us braid hae roar’d sin auld lang syne. refrein And there’s a hand, my trusty fiere! and gie's a hand o’ thine! And we’ll tak a right gude-willy waught, for auld lang syne. refrein | Should old acquaintance be forgot, and never brought to mind? Should old acquaintance be forgot, and days of times long past? refrein: For times long past, my dear, for times long past, we'll take a cup of kindness yet, for times long past. And surely you’ll buy your pint cup! and surely I’ll buy mine! And we'll take a cup o’ kindness yet, for times long past. refrein We two have run about the slopes, and picked the daisies fine; But we’ve wandered many a weary foot, since times long past. refrein We two have paddled in the stream, from morning sun till dine1; But seas between us broad have roared since times long past. refrein And there’s a hand my trusty friend! And give me a hand o’ thine! And we’ll take a right good-will draught, for times long past. refrein |
1 dine = dinner time

## Gebruik in de populaire cultuur
- Het lied wordt gebruikt in de films It's a Wonderful Life (1946), The Apartment  (1960), Ocean's 11 (1960), Le Gendarme à New York (1965), When Harry Met Sally... (1989), Sex and the City (2008), New Year's Eve (2011), Harry and Snowman (2016), So long my son (2019), seizoen 3 van The Crown, seizoen 6 van Downton Abbey, en seizoen 1 van Sweet Tooth.
- Het werd ook gezongen op woensdag 29 januari 2020 in het Europees Parlement, nadat de uittreding van het Verenigd Koninkrijk uit de EU was goedgekeurd.[2]
- Verscheidende artiesten, onder wie Mariah Carey, The Beach Boys, Jimi Hendrix, Larry Norman, Elvis Presley, Lea Michele, Billy Joel, Rod Stewart en Ingrid Michaelson hebben het nummer vertolkt.
- André Hazes senior gebruikte het couplet van dit lied als refrein van Wij houden van Oranje ter aanmoediging van het Nederlands herenvoetbalelftal.
- Lucienne Delyle gebruikte de melodie voor haar lied Valser dans l'ombre.
- Het lied wordt jaarlijks gezongen tijdens de Last Night of the Proms.
- De naam van het Lied wordt gebruikt als de naam van een Achievement in de game Bioshock Infinite uit 2013.